# 邹赛尔数
邹赛尔数（Zeisel number）是一種无平方数因数的数，而且至少有三個質因數可以用下式表示：
{\displaystyle p_{x}=ap_{x-1}+b}
其中 {\displaystyle a} 和 {\displaystyle b} 是整數的係數，而 {\displaystyle x} 為在因數分解後將質因數由小到大排列後所得的編號，另外令 {\displaystyle p_{0}=1}。頭幾個邹赛尔数是：
105, 1419, 1729, 1885, 4505, 5719, 15387, 24211, 25085, 27559, 31929, 54205, 59081, 114985, 207177, 208681, 233569, 287979, 294409, 336611, 353977, 448585, 507579, 982513, 1012121, 1073305, 1242709, 1485609, 2089257, 2263811, 2953711, … （OEIS數列A051015）.
以1729為例，1729是邹赛尔数，對應的係數是 {\displaystyle a} = 1 和 {\displaystyle b} = 6。其質因數7、13和19可以用下式表示：
{\displaystyle {\begin{aligned}p_{1}=7,&{}\quad p_{1}=1p_{0}+6\\p_{2}=13,&{}\quad p_{2}=1p_{1}+6\\p_{3}=19,&{}\quad p_{3}=1p_{2}+6\end{aligned}}}

## 外部連結
- 埃里克·韦斯坦因. . MathWorld.
- Zeisel number at PlanetMath.